# Gheorghe Albu
Gheorghe „Ghiță“ Albu (* 18. November 1909 in Arad, Österreich-Ungarn; † 26. Juni 1974) war ein rumänischer Fußballspieler und -trainer. Er bestritt 137 Spiele in der höchsten rumänischen Fußballliga, der Divizia A, und nahm an der Fußball-Weltmeisterschaft 1934 teil.

## Karriere als Spieler
Gheorghe Albu begann seine Karriere 1924 in seiner Heimatstadt Arad bei AMEF Arad, von wo er 1928 zum damaligen rumänischen Vizemeister Jiul Lupeni wechselte. Dieser nahm damals noch an der spielerisch hoch einzustufenden Arader Bezirksmeisterschaft teil, konnte sich für die Endrunde der rumänischen Meisterschaft 1928/29 jedoch nicht qualifizieren. In der Saison 1929/30 wechselte Jiul Lupeni in die Bezirksmeisterschaft von Oltenia, wo er Oltul Slatina und den Mannschaften aus Craiova zwar sportlich überlegen war, sich aber massiven Anfeindungen ausgesetzt sah und sich deshalb im Frühjahr 1930 aus der Meisterschaft zurückzog. Albu wechselte daraufhin nach Arad zurück und spielte für Gloria CFR Arad, mit dem er sich sogleich für das Endspiel der Saison 1929/30 qualifizierte. Bei Gloria CFR blieb er nach Gründung der rumänischen Profiliga, der Divizia A, im Jahr 1932 noch ein Jahr, ehe er sich 1933 dem rumänischen Spitzenklub Venus Bukarest anschloss. Mit Venus gewann er vier Mal die rumänische Meisterschaft, kam aber in der Saison 1939/40 nur ein einziges Mal zum Einsatz, so dass er 1940 zu dem Ligakonkurrenten FC Craiova wechselte. Hier beendete Albu im Jahr 1944 seine Karriere.

## Nationalmannschaft
Albu kam in insgesamt 42 Spielen für die rumänische Fußballnationalmannschaft zum Einsatz, ohne dabei jedoch ein Tor zu erzielen. Sein erstes Spiel fand am 10. Mai 1931 gegen Bulgarien statt. Bei der Fußball-Weltmeisterschaft 1934 in Italien wurde Albu im einzigen Spiel Rumäniens gegen die Tschechoslowakei eingesetzt. Er trug in 16 Länderspielen die Kapitänsbinde der rumänischen Nationalmannschaft.

## Karriere als Trainer
Albu begann 1947 bei seinem Ex-Verein FC Craiova als Trainer zu arbeiten. Bis 1959 folgten Engagements bei Textila Sfântu Gheorghe, Foresta Fălticeni, Dermata Cluj, UTA Arad und Chimia Făgăraș. Zwischen 1959 und 1962 trainierte er AMEF Arad, den Verein, bei dem er seine Spielerkarriere angefangen hatte. Anschließend betreute er noch Vagonul Arad für zwei Spielzeiten, bevor er sich 1964 in Făgăraș niederließ, um dort bis zu seiner Rente als Jugendtrainer bei Chimia zu arbeiten.

## Erfolge
- WM-Teilnehmer: 1934
- Balkan-Cup-Sieger 1929/31, 1933, 1936
- Europapokalsieger der Fußball-Nationalmannschaften (Amateure): 1931/34
- Freundschaftscupsieger: 1936
- Rumänischer Meister: 1934, 1937, 1939, 1940